# 테우데리쿠스 1세
테우데리쿠스 1세(Theudericus I, 485년경-534년)는 프랑크 왕국의 제후로 아우스트라시아의 초대 군주(511~524년)였다. 프랑크 왕국의 왕 클로비스 1세의 둘째 아들로 어머니는 클로틸드라는 설과 에보힐다의 소생이라는 설이 있다. 511년 클로비스 사후 메츠와 랭스 지역을 분봉받았다.

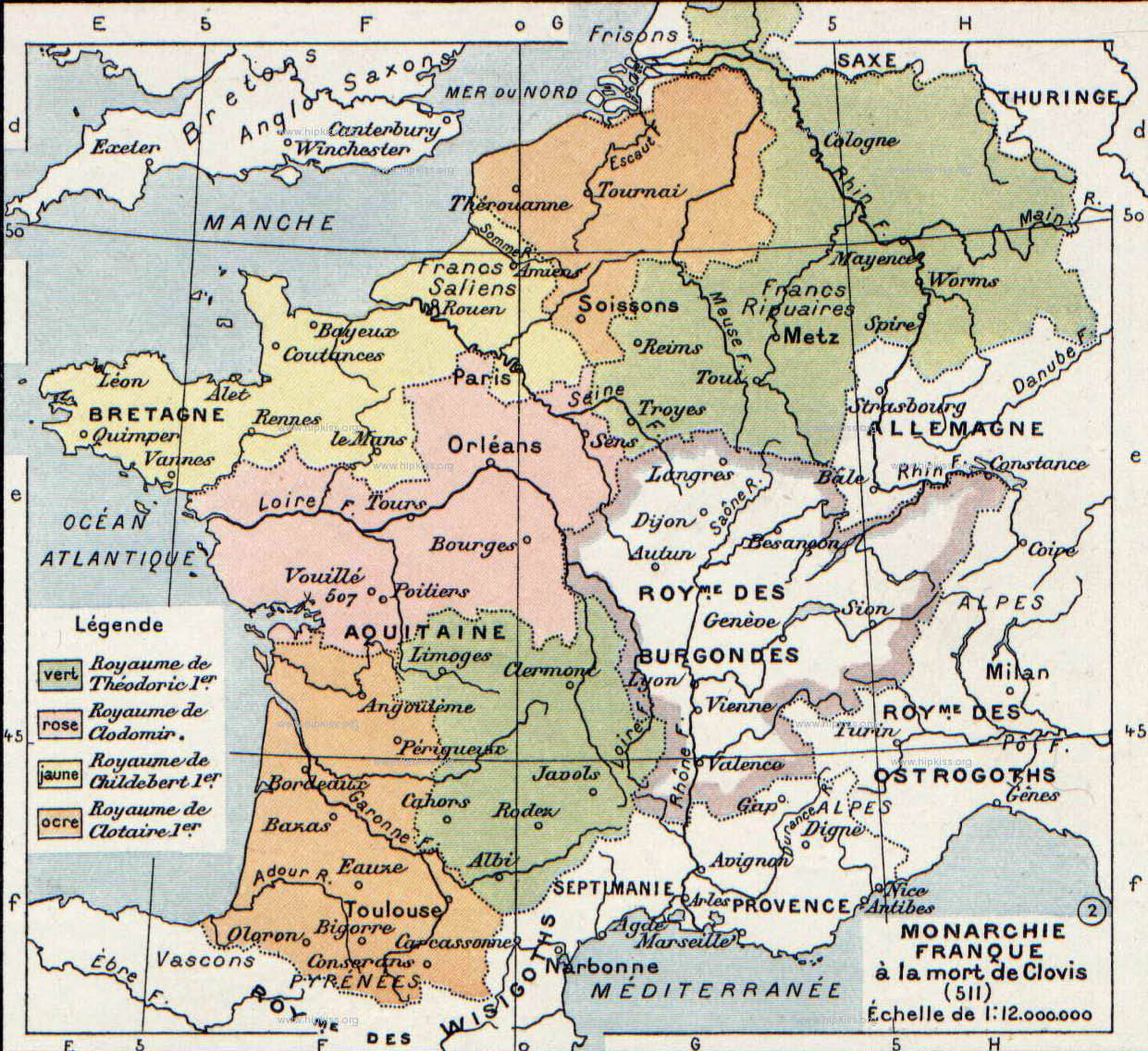
클로비스 1세의 사후에 형제들이 지역을 나눠 가졌다.

테우데리히가 차지한 지역은 이후 아우스트리시아 분국을 형성하였다. 이복 형제인 클로도미르, 클로타르 1세 등과 함께 튀링겐 족에 대한 공략에 나서기도 했다. 테우데리히는 534년에 사망하였다.

## 가계
- 아버지: 클로비스 1세
- 어머니: 클로틸드 혹은 에보힐다
- 왕후: 수아레고타(Suavegotta Of Burgundy, ? - ?, 부르군트 왕국의 왕 시지스문도(Sigismund)의 딸)
  - 아들: 테우데베르트 1세(548년 사망)
  - 며느리: 데오테리아(Deoteria, ? - 547년)
    - 손자: 테우데발트 1세
    - 손부: 불데트라다(롬바르드 왕국의 왕 와코의 딸)

  - 며느리: 비시가르트(Wisigarda Of Lombards, 롬바르드 왕국의 왕 와코의 딸)
  - 사돈: 와코 (Wacho, 롬바르드의 왕)